# 湖南市立三雲小学校
湖南市立三雲小学校（こなんしりつ みくもしょうがっこう）は、滋賀県湖南市夏見にある市立の小学校。

## 沿革
- 1874年（明治7年）3月13日：三雲学校が開校する。
- 1886年（明治19年）11月4日：三雲学校と夏見学校とが合併し、尋常科夏見小学校となる。
- 1898年（明治31年）4月：高等科を設立、三雲村立三雲尋常小学校に改称。
- 1941年（昭和16年）：三雲国民学校に改称。
- 1947年（昭和22年）：三雲村立三雲小学校に改称。
- 1955年（昭和30年）4月1日：甲西町立三雲小学校に改称。
- 1984年（昭和59年）4月：当校から甲西町立三雲東小学校（現在の湖南市立三雲東小学校）が分離し、開校。
- 2004年（平成16年）10月1日：甲賀郡甲西町と石部町が合併して湖南市が発足。湖南市立三雲小学校に改称。

（出典：）

## 校区
湖南市より「吉永、夏見、針、平松、平松北一から三丁目、柑子袋、中央一から五丁目」と指定されている。

## 進学先中学校
原則として湖南市立甲西中学校に進学する。